# لوسین اسپیرو

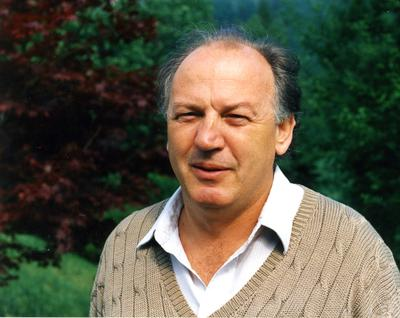
لوسین اسپیرو، ریاضی‌دان فرانسوی

لوسین اسپیرو (زاده ۱۰ دسامبر ۱۹۴۱ در پاریس – درگذشته ۱۸ آوریل ۲۰۲۰ در پاریس) ریاضی‌دان اهل فرانسه بود. زمینهٔ کاری اسپیرو نظریه اعداد و هندسه جبری حسابی و نیز جبر جابجایی بوده است. او در دانشگاه پاریس سود تحصیل نمود و تحت سرپرستی پیر ساموئل، به درجه دکتری رسید. اسپیرو دستاوردهای زیادی در ریاضیات داشت که می توان به «حدس اسپیرو» که خود به حدس ای بی سی مربوط است، اشاره کرد.